# Championnat de Macao de football 2020
Navigation
Saison précédente Saison suivante
La saison 2020 du Championnat de Macao de football est la soixante-et-onzième édition du Campeonato da Primeira Divisão, le championnat de première division à Macao. Les dix meilleures équipes macanaises sont regroupées au sein d’une poule unique où elles s'affrontent deux fois au cours de la saison. En fin de championnat, les deux derniers du classement sont relégués et remplacés par les deux meilleures équipes de deuxième division.
En raison de la pandémie de Covid-19, le début du championnat est repoussé en septembre, avec un seul tour. Aucune relégation ni promotion n'aura lieu cette saison.

## Les clubs participants
- PSP Macao
- Hang Sai
- Sporting Clube de Macau
- Clube Desportivo Monte Carlo
- Casa do Sport Lisboa e Benfica
- Casa de Portugal FC - Promu de Segunda Divisão
- Tak Chun Ka I
- Chao Pak Kei
- Cheng Fung
- Lun Lok FC - Promu de Segunda Divisão

## Compétition
Le barème utilisé pour établir le classement est le suivant :
- Victoire : 3 points
- Match nul : 1 point
- Défaite : 0 point

### Classement
| Rang | Équipe                    | Pts | J | G | N | P | Bp | Bc | Diff |
| ---- | ------------------------- | --- | - | - | - | - | -- | -- | ---- |
| 1    | SL Benfica                | 25  | 9 | 8 | 1 | 0 | 72 | 6  | +66  |
| 2    | Chao Pak Kei T            | 25  | 9 | 8 | 1 | 0 | 50 | 2  | +48  |
| 3    | Cheng Fung                | 18  | 9 | 6 | 0 | 3 | 21 | 15 | +6   |
| 4    | Sporting Macau            | 13  | 9 | 4 | 1 | 4 | 23 | 18 | +5   |
| 5    | Tak Chun Ka I             | 12  | 9 | 3 | 3 | 3 | 11 | 16 | -5   |
| 6    | Hang Sai                  | 12  | 9 | 4 | 0 | 5 | 15 | 31 | -16  |
| 7    | Polícia Segurança Pública | 9   | 9 | 3 | 0 | 6 | 10 | 19 | -9   |
| 8    | Casa de Portugal FCP      | 8   | 9 | 2 | 2 | 5 | 18 | 64 | -46  |
| 9    | Monte Carlo               | 5   | 9 | 1 | 2 | 6 | 12 | 29 | -17  |
| 10   | Lun Lok FC P              | 3   | 9 | 1 | 0 | 8 | 10 | 42 | -32  |

|  | T : Tenant du titre P : Promu de Segunda Divisão |

- SL Benfica et Chao Pak Kei déclarent forfait pour la Coupe de l'AFC 2021.
- Aucune relégation ni promotion cette saison.

## Bilan de la saison
| Championnat de Macao de football 2020 |                                           |
| Champion                              | Casa do Sport Lisboa e Benfica (6e titre) |
| Coupes et trophées                    |                                           |
| Vainqueur de la Coupe de Macao 2020   | non disputée                              |
| Qualifications continentales          |                                           |
| Coupe de l'AFC 2021                   | aucun                                     |
| Promotions et relégations             |                                           |
| Promus en Primeira Divisão            | aucun                                     |
| Relégués en Segunda Divisão           | aucun                                     |